# Manoir de la Barguignerie
Le manoir de la Barguignerie est une demeure, du XVIe siècle, qui se dresse sur le territoire de la commune française de Saint-Christophe-du-Foc, dans le département de la Manche, en région Normandie. L'édifice est partiellement inscrit au titre des monuments historiques.

## Localisation
Le manoir est situé à 100 mètres au nord-ouest de l'église Saint-Christophe de Saint-Christophe-du-Foc, dans le département français de la Manche.

## Historique
Le manoir est construit vers 1560-1570.

## Description
Le manoir de plaisance à plan massé, de style Renaissance, se présente sous la forme d'un logis haut d'un étage sur rez-de-chaussée surélevé, flanqué d'une échauguette en encorbellement, qui prend le jour par trois fenêtres à meneaux. La porte d'entrée, précédée d'un perron, est encadré de pilastres cannelés que surmontent des chapiteaux corinthiens. Le même décor se retrouve dans l'unique fenêtre du rez-de-chaussée et dans celle située juste au-dessus à l'étage.
La Barguignerie dressé à la Renaissance sur trois niveaux : cellier, salle, chambre seigneuriale, est caractéristique de la région, avec, par exemple, le manoir de la Cour à Reigneville-Bocage, bâtie probablement vers 1575-1580, et le manoir de Graffard à Carteret.

## Protection
Le logis du XVIe siècle ; les façades et les toitures de l'aile latérale est ainsi que les façades et les toitures des communs fermant la cour sont inscrits au titre des monuments historiques par arrêté du 3 octobre 1994.

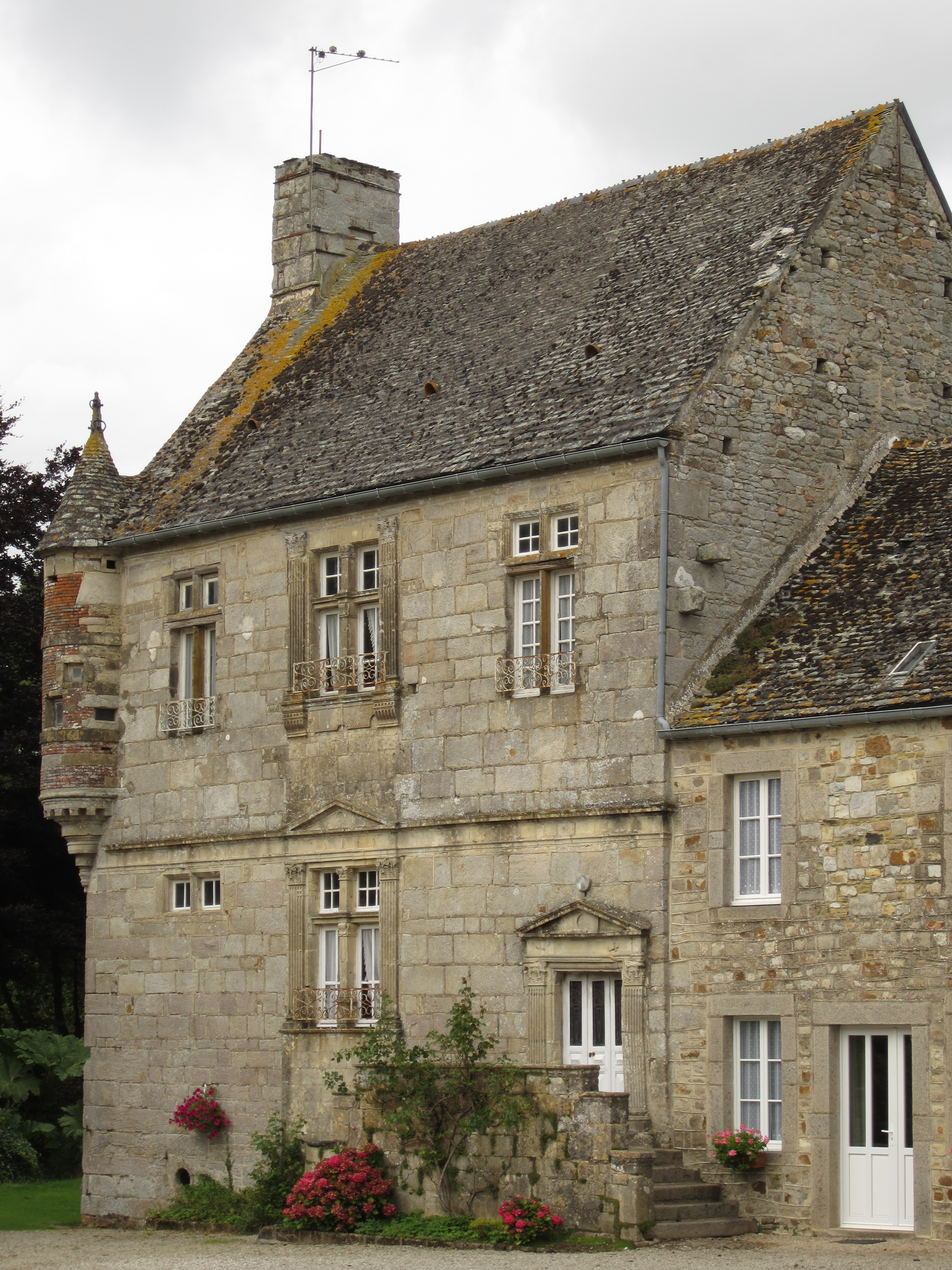
Le logis.
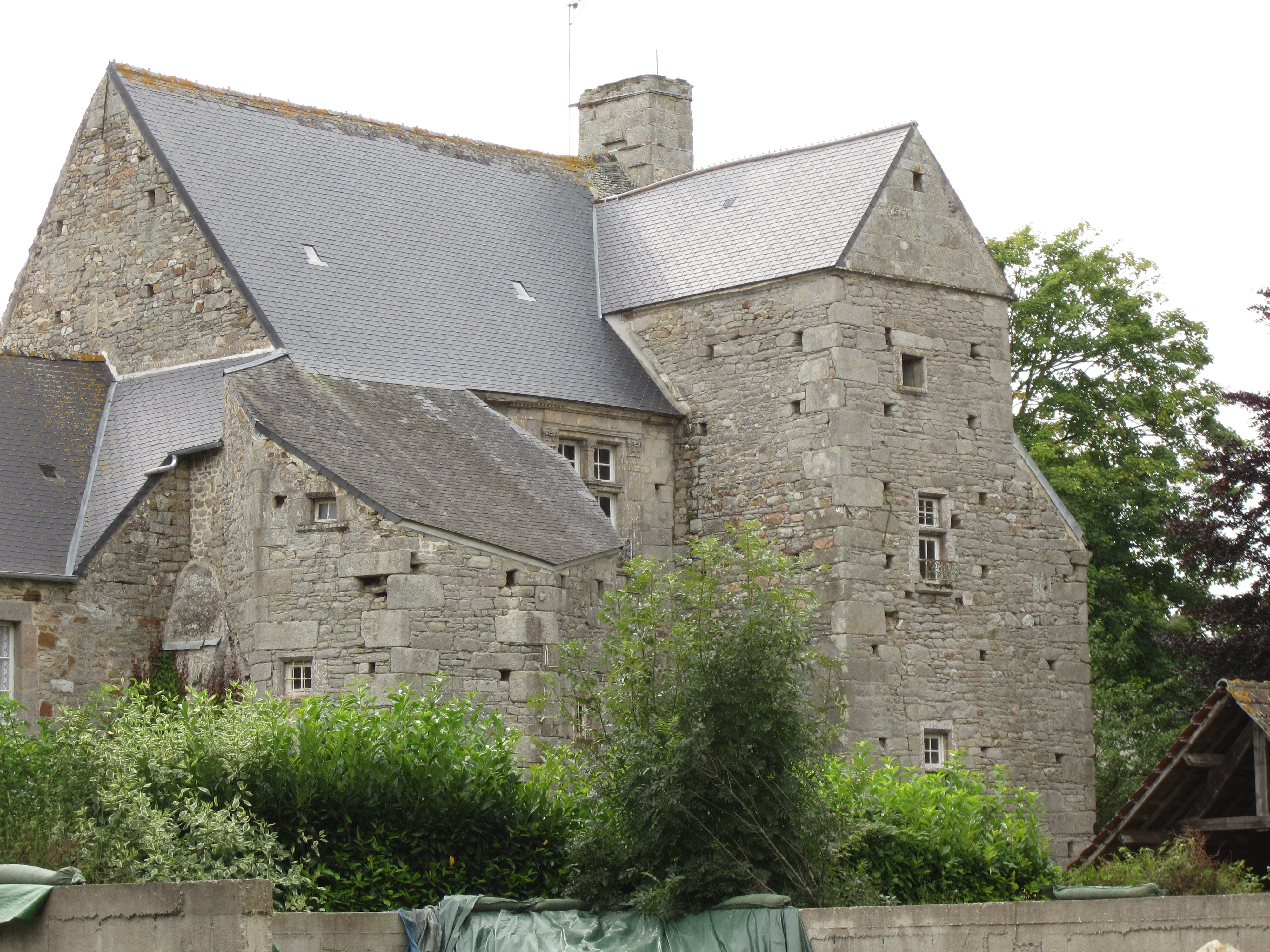
L'arrière du logis.